# دائرة قسنطينة
دائرة قسنطينة إحدى دوائر  ولاية قسنطينة الجزائرية .  عاصمتها هي قسنطينة  وتضم بلديات  : 
- قسنطينة